# Sean Marks
Pour les articles homonymes, voir Marks.
Sean Andrew Marks (né le 23 août 1975 à Auckland en Nouvelle-Zélande) est un joueur américano-néo-zélandais de basket-ball, évoluant au poste d'ailier fort. Depuis 2016, il est manager général (GM) des Nets de Brooklyn.

## Carrière
À sa sortie de collège de Rangitoto (en) à Auckland, Sean Marks part aux États-Unis en 1992 à l'Université de Californie à Berkeley et jouer dans l'équipe des California Golden Bears. Il est diplômé en sciences politiques.
Il est sélectionné au 44e rang de la draft 1998 par les New York Knicks, puis est transféré dans la foulée aux Toronto Raptors. Il devient alors le premier joueur néo-zélandais à jouer en NBA.
En 2000–2001, il rejoint le club polonais du Śląsk Wrocław. Sean Marks revient en NBA pour la saison 2001-2002, au Miami Heat. Il y reste deux saisons, avant de rejoindre les San Antonio Spurs en 2003–2004, mais ne dispute pas un seul match pour cause de blessure.
Marks signe avec les Phoenix Suns le 27 juillet 2006 pour un contrat d'un an, puis il resigne pour une saison le 24 juillet 2007.
Sean Marks rejoint les New Orleans Hornets le 28 août 2008. En 2010, il arrive aux Washington Wizards.
Marks est devenu citoyen américain le 30 novembre 2007.

### Équipe nationale
Sean Marks est international néo-zélandais. Il participe aux Jeux olympiques 2000 et 2004, ainsi qu'au championnat du monde 2002, où il termine 4e. Il choisit de mettre un terme à sa carrière internationale en 2004.

## Reconversion
Retraité des terrains depuis 2011, il devient directeur des opérations basket, puis manager général des Toros d’Austin, l’équipe D-League affiliée aux Spurs de San Antonio puis est nommé en septembre 2013 assistant-coach des Spurs.
Devenu assistant du manager général des Spurs, il est engagé en février 2016 comme manager général des Nets de Brooklyn. Dans une interview donnée en 2020, alors qu'il dirige les Brooklyn Nets depuis quatre ans, il rend hommage au club en affirmant que « notre histoire transcende l'arrondissement (borough) de Brooklyn. C'est un arrondissement de la classe ouvrière. Il a du cran. Il a de la fibre ».